# Carolus Souliaert
Carolus Souliaert († um 1540) war ein franko-flämischer Komponist der Renaissance, der in der ersten Hälfte des 16. Jahrhunderts aktiv war.

## Leben und Werk
Über das Leben von Carolus Souliaert ist fast nichts bekannt; insbesondere sind weder sein Geburtsort noch sein Geburtsjahr bekannt, noch wo er gewirkt hat. Einige Chansons, die von ihm auf niederländische Texte komponiert wurden, sind von Tielman Susato in seinen Sammlungen mit niederländischen Liedern veröffentlicht worden. In der ersten Sammlung, die 1551 gedruckt wurde, Het lerste Musyck Boexken, befindet sich eine Chanson von Souliaert mit dem Textanfang „Myn liefkens bruyn ooghen“ (Meines Liebchens braune Augen). Die zweite Sammlung Het tvueeste musyck boexken, die im Jahr 1553 herauskam, enthält fünf Chansons des Komponisten mit folgenden Textanfängen:
- „Een costerken op syn“ (Ein Mesner auf seinem ...)
- „Het soude een knecktken“ (Wenn ein Knecht ...)
- „Ick ghinck gisteravent“ (Ich ging gestern abend ...)
- „Ick truere / Druck en verdriet“ (Ich bin bekümmert / Unglück und Traurigkeit)
- „Wilt doch met maten drincken“ (Wollte doch mit Maßen trinken).

Susato publizierte auch eine Motette von Souliaert in seiner Sammlung Liber secundus ecclesiasticarum, die 1553 herauskam. Darüber hinaus gibt es noch einige geistliche Werke von Souliaert, die als Manuskript überliefert sind.